# Les Bordes-sur-Lez
Les Bordes-sur-Lez é uma ex-comuna francesa na região administrativa de Occitânia, no departamento de Ariège.
Em 1 de janeiro de 2017 foi fundida com a comuna de Uchentein para a criação da nova comuna de Bordes-Uchentein.